# Karl-Peter Sommermann
Karl-Peter Sommermann (* 5. Januar 1956 in Bonn) ist ein deutscher Rechtswissenschaftler.
Sommermann studierte Rechtswissenschaft und Geschichte an den Universitäten Bonn und Genf. Nach einem einjährigen Forschungsaufenthalt in Madrid promovierte er 1984 an der Universität Bonn und legte 1986 sein zweites Juristisches Staatsexamen ab. Danach war Sommermann als wissenschaftlicher Mitarbeiter am Institut für Völkerrecht der Universität Bonn tätig. 1989 wurde er geschäftsleitender Institutsreferent des Forschungsinstituts für öffentliche Verwaltung bei der Deutschen Universität für Verwaltungswissenschaften Speyer. 1996 erfolgte seine Habilitation an der Humboldt-Universität zu Berlin für die Fächer Öffentliches Recht, Völker- und Europarecht sowie Verfassungsgeschichte. Es folgten Lehrstuhlvertretungen an den Universitäten Kiel, Regensburg und Halle-Wittenberg, wo ein Ruf auf einen Lehrstuhl für Öffentliches Recht erfolgte. Seit 1998 ist Sommermann Professor an der DHV Speyer. Von 1999 bis 2001 war er zudem Direktor des Forschungsinstituts für öffentliche Verwaltung bei der DHV Speyer und von 2001 bis 2007 deren Stellvertretender Direktor. Von Oktober 2004 bis 2007 und von Oktober 2009 bis 2010 war er Prorektor in Speyer. Von April 2007 bis September 2009 bekleidete er das Amt des Rektors.
Die Forschungsschwerpunkte Sommermanns sind die Europäisierung des Staats- und Verwaltungsrechts, Rechtsvergleichung, Staatlichkeit und Globalisierung, internationaler Menschenrechtsschutz und Entwicklungszusammenarbeit.
Zusammen mit Hartmut Bauer hat er die Schriftleitung für die Fachzeitschrift Die Öffentliche Verwaltung.
2014 wurde er mit dem Ordre des Palmes Académiques (Komtur) ausgezeichnet.
Von 2017 bis 2019 war Sommermann Vorsitzender der Vereinigung der Deutschen Staatsrechtslehrer.

## Schriften
- mit Siegfried Magiera, Detlef Merten und Matthias Niedobitek Hrsg.: Schriften zum Europäischen Recht. Duncker & Humblot, Berlin.
- Der Schutz der Grundrechte in Spanien nach der Verfassung von 1978, 1984 (Dissertation).
- Der Schutz der Menschenrechte im Rahmen des Europarates, 1990.
- Die deutsche Verwaltungsgerichtsbarkeit, 1991, 2. Aufl. 1991, 3. Aufl. 1994.
- Staatsziele und Staatszielbestimmungen, 1997.
- (Hrsg.): Gremienwesen und staatliche Gemeinwohlverantwortung, 2001.
- (Hrsg. mit Peter Michael Huber, Hartmut Bauer): Demokratie in Europa, 2005.
- (Mit-Hrsg.): Völkerrecht als Wertordnung. Festschrift für Christian Tomuschat, 2006.
- (Mit-Hrsg.): Freiheit, Rechtsstaat und Sozialstaat in Europa, 2007.
- (Mit-Hrsg.): Verwaltungswissenschaft und Verwaltungspraxis in nationaler und transnationaler Perspektive. Festschrift für Heinrich Siedentopf, 2007.
- mit Matthias Niedobitek (Hrsg.): Die Europäische Union als Wertegemeinschaft. Forschungssymposium zu Ehren von Siegfried Magiera (= Schriften zum Europäischen Recht, Band 162).  Duncker & Humblot, Berlin 2013, ISBN 978-3-428-14176-0.